# Arthopyrenia lyrata
Arthopyrenia lyrata är en lavart som beskrevs av R. C. Harris. Arthopyrenia lyrata ingår i släktet Arthopyrenia och familjen Arthopyreniaceae.   Inga underarter finns listade i Catalogue of Life.